# Orgyia splendida splendida
Orgyia splendida splendida is een vlinderondersoort uit de familie van de spinneruilen (Erebidae), onderfamilie donsvlinders (Lymantriinae). Het is de nominale ondersoort van Orgyia splendida. De wetenschappelijke naam van de ondersoort is voor het eerst geldig gepubliceerd in 1842 door Rambur. 
Deze nachtvlinder komt voor in Europa.